# Hatton (Warrington)
Hatton – osada i civil parish w Anglii, w Cheshire, w dystrykcie (unitary authority) Warrington. W 2011 roku civil parish liczyła 320 mieszkańców.